# Мишель, Марк
Марк Мишель (фр. Marc Michel; полное имя — Макс Эрнест Мари Мишо́, фр. Max Ernest Marie Michaux; 10 февраля 1929, Бас-Тер, Гваделупа, Франция — 3 ноября 2016, Дрё, Эр и Луар, Франция) — франко-швейцарский актёр. Стал широко известен после исполнения главной роли Ролана Кассара в фильме Жака Деми «Шербурские зонтики» (1964). 

## Биография
Марк Мишель родился в городе Бас-Тере на острове Гваделупа, заморском департаменте Франции в Вест-Индии. Мать его часто водила в кино, и уже в детском возрасте его знания фильмов были энциклопедическими. Закончив учёбу в Бас-Тере, он приехал в Париж и поступил сначала на работу в банк, а затем занялся продажей автомобилей. Следуя своей любви к музыке и к пению в частности, он стал лектором организации Музыкальная молодежь Франции (фр. Jeunesses musicales de France) со специализацией в джазовой музыке, а потом попробовал себя как певец. Он любил публику, и ему нравилось удерживать её внимание. 
Решив стать актёром, Марк Мишель прошел профессиональное обучение на Курсах драматического искусства (фр. Cours d’art dramatique) Рене Симона (фр. René-Simon). Кинодебют Марка Мишеля состоялся в 1955 году в детективе Софи и преступление (фр. Sophie et le crime) Пьера Гаспар-Юи (фр. Pierre Gaspard-Huit) с Мариной Влади, после чего он сыграл небольшую роль молодого жениха в комедии Первые обиды (фр. Les Premiers outrages) Жана Гурге (фр. Jean Gourguet). Удача к нему пришла после пятилетней незанятости в 1959 году, когда он был выбран Жаком Беккером для съёмок в его ставшем впоследствии знаменитом фильме Дыра: участие в нём явилось важным этапом для многих начинающих актёров. В фильме он исполнил роль Клода Гаспара (фр. Claude Gaspard), молодого человека из хорошей семьи, который предаёт товарищей, готовящих побег из тюрьмы. Его подругу сыграла отсутствующая в титрах Катрин Спаак. Это был непростой опыт: Беккер погрузил актёров в мир лишения свободы и его жёстких условий, заставляя измученных исполнителей иногда повторять сцену тридцать раз. И как актёр тогда даже подумал, возможно, для него последний. Но вскоре произошло ещё одно важное для его профессионального признания событие. Жан-Луи Трентиньян, ангажированный для съёмок в фильме Жака Деми Лола, в последний момент отказался от предложения, и главная роль досталась Марку Мишелю. Его Ролан Кассар (фр. Roland Cassard), меланхоличный и неприкаянный, отвергнутый возлюбленный Лолы, стал одним из самых заметных персонажей фильмов Жака Деми.  
В начале 1963 года Жак Деми объявил кастинг для съёмок Шербу́рских зонтиков. Это был второй фильм трилогии, начатой Лолой и законченной потом, в 1969 году фильмом Model Shop. Также из Лолы в эту музыкальную мелодраму перешёл персонаж Ролан Кассар, претерпев, однако, значительные изменения. Несколько богемный в первом фильме и чуть ли не участник мошеннической операции, Ролан превратился в делового, серьёзного человека с аккуратно подстриженными усиками, даже имеющего определённую склонность к культуре. Но, по мнению Жака Деми, исполнитель не совсем подходил для этой роли. Режиссёр посмотрел кинопробы других кандидатов других актёров и снова вернулся к нему. Съёмки в начале проходили непросто, но, в конечном итоге, он принял актёра. 
Позже Марк Мишель вошел в актёрский состав двух известных фильмов Андре Кайата: Дороги Катманду (фр. Les Chemins de Katmandou, 1969) с Джейн Биркин и Сержем Генсбуром и Нет дыма без огня (фр. Il n'y a pas de fumée sans feu, 1973), Шантаж в советском прокате, с Анни Жирардо и Мирей Дарк. Он также снимался на первом плане у итальянских режиссёров: у Луиджи Коменчини в драме Невеста Бубе (итал. La ragazza di Bube, 1964) и у Мино Гвернини (фр. Mino Guerrini) в комедии Вверх и вниз (итал. Su e giù, 1965). Фильмография Марка Мишеля, богатая и разнообразная, состоит более чем из тридцати фильмов и охватывает временной период с 1955 года до начала 2000-х годов. Последний фильм с его участием вышел 2012 году: это Лето в Провансе (англ. Summer in Provence), картина производства Гваделупы, снятый в мегаполисе на французском и китайском языках.  
Актёр пробовал себя в разных видах исполнительского искусства. В театре он играл в нескольких спектаклях: в пьесе Кальдерона Жизнь есть сон (фр. La Vie est un songe) он выходит на сцену уже в 1961 году на фестивале в Монтобане (фр. Festival Montauban). В 1964 году Клод Режи (фр. Claude Regy), пригласил его в спектакль по роману Генри Джеймса Крылья голубки (фр. Les Ailes de la colombe), а Роже Планшон утвердил на роль в своей нашумевшей постановке Береника (фр. Bérénice) Расина. В 1980-е годы Жан-Пьер Мигел (фр. Jean-Pierre Miquel ) задействовал актера в Коллекции Гарольда Пинтера (фр. La Collection d'Harold Pinter), а Жак Байон (фр. Jacques Baillon) — в Информации от ангела (фр. L'Ange de l'information) по роману Альберто Моравиа.  
Также Марк Мишель запомнился зрителю по его участию в многочисленных телефильмах и эпизодах сериалов на французском и швейцарском телевидении, включая такие успешные, как: Убойный отдел (фр. La Crim), Мэтр Да Коста (фр. Maître Da Costa), Жульен Фонтане, судья (фр. Julien Fontanes, Magistrat )  и  Последние пять минут (фр. Les Cinq dernières minutes) . 
Марк Мишель ушёл из жизни 3 ноября 2016 года в возрасте 87 лет после продолжительной болезни в своем доме в Дрё, Эр и Луар в окружении его семьи. Его похороны состоялись 10 ноября 2016 г. в крематории в Вернуйе (фр. Vernouillet). Ивелин, Иль-де-Франс.  В некрологе в Le Figaro отзывались об актёре как об «очень вежливом и выдержанном человеке».

## Семья
Супруга Марка Мишеля — актриса Лив Кнутсен (фр. Liv Knutsen), их сын — Фабрис Мишо (фр. Fabrice Michaux).

## Творчество

### Фильмография

#### Кинофильмы
- 1955: Софи и преступление (Sophie et le Crime), Пьер Гаспар-Юи (Pierre Gaspard-Huit) — в титрах не указан
- 1955: Первые обиды (Les Premiers Outrages), Жан Гурге (Jean Gourguet) — молодой жених (в титрах: Marc Michaux)
- 1960: Дыра, Жак Беккер — Клод Гаспар
- 1961: Лола (Lola), Жак Деми — Ролан Кассар
- 1963: Désormais, Denis Epstein (к/м)
- 1963: Шутки в сторону (Blague dans le coin) Морис Лабро (фр. Maurice Labro)  — Боб, электрик
- 1964: Невеста Бубе (La ragazza / La ragazza di Bube), Луиджи Коменчини — Стефано, наборщик
- 1964: El señor de La Salle —  Андрес
- 1964: Шербурские зонтики, Жак Деми — Ролан Кассар, торговец драгоценными камнями и муж Женевьевы
- 1965: Вверх и вниз (Su e giù), Mino Guerrini (Мино Гвернини), эпизод Удар льва (Il colpo del leone) — Бальдовино Уберти, игрок в покер
- 1965: Samba в Рио (Samba A Rio), Рафаэль Хиль — Паоло, автомеханик
- 1965: Une fille qui mène une vie de garçon / La bugiarda — Артуро Сантини, неаполитанский дантист
- 1967: Пять парней для Сингапура (Cinq gars pour Singapour), Бернар Тублан-Мишель (фр. Bernard Toublanc-Michel) — капитан Кевин Грей, американский офицер
- 1968: Capitaine Singrid, Жан Ледю (фр. Jean Leduc) — Виньяль, агент Главного управления безопасности
- 1969: Дороги Катманду (Les Chemins de Katmandou), Андре Кайат — Марс
- 1970: Сумасшедшее сердце (Le Cœur fou), Jean-Gabriel Albicocco
- 1973: Нет дыма без огня / Шантаж (Il n'y a pas de fumée sans feu), Андре Кайат — Жан-Поль Леруа, кутюрье
- 1977:  Мадам Клод (Madame Claude), Жюст Жакен (фр. Just Jaeckin) — Юго, стареющий плейбой
- 1980: Скопитон (Scopitone) (к/м) — хозяин гаража
- 1983: Воскресенье полицейского (Un dimanche de flic), Мишель Вьяне (фр. Michel Vianney) — Шарль
- 1998: Горький сахар (Sucre amer ), Кристиан Лара (фр. Christian Lara) — граф Ноливос
- 2001: Papa je crack
- 2003: В конце концов (Après tout ), César Campoy (к/м) — клиент салона
- 2004: 1802: Эпопея обитателей Гваделупы (1802, l'épopée guadeloupéenne). Кристиан Лара (Christian Lara) — Талейран
- 2012: Лето в Провансе (Summer in Provence), Кристиан Лара (Christian Lara) — Том Вашингтон
- 2014: Не очень быстро (Allegro ma non troppo), (к/м) — Жак

#### Телефильмы
- 1962: Rue du Havre, Жан-Жак Вьерн (фр. Jean-Jacques Vierne) — Франсуа, публицист
- 1963: История любви (Une histoire d'amour), Jacques Krier — Жан, сотрудник банка
- 1966: Золото Трои (L'Or de Troie), Жан Грюо (фр. Jean Gruaut) — Генрих Шлиман

- 1970: Киборг, или Вертикальное путешествие (Le Cyborg ou Le Voyage vertical), Жак Пьер (фр. Jacques Pierre) — Жан, бухгалтер

- 1971: Le point de Bruges, Анри Полаж ( фр. Henri Polage) — Андре
- 1971: Иветта (Yvette), Жан-Пьер Маршан (фр. Jean-Pierre Marchand) — Жан де Сервиньи

- 1972: La Tête à l'envers, Жан-Пьер Маршан — психиатр Каор
- 1979: Последний поезд (Le Dernier Train), Jacques Krier
- 1979: Бернар Кене (Bernard Quesnay), Жан-Франсуа Делассю (фр. Jean-François Delassus) — Антуан Кене
- 1982: Нежность (La Tendresse), Бернар Кейзан (фр. Bernard Queysanne)
- 1984: Беды Малу (Les Malheurs de Malou), Жанна Барбийон (фр. Jeanne Barbillon) — Мартен Дюпре, публицист
- 1984: Hélas, Alice est lasse, Бернар Кейзан — Роже
- 1985: Да здравствует новобрачная (Vive la mariée), Жан Валер (фр. Jean Valère) — Филипп
- 1988: Кармилла: застывшее сердце (Carmilla: Le Cœur pétrifié), Поль Планшон (фр. Paul Planchon) — барон
- 1992: Брошенная женщина (La Femme abandonnée), Эдуар Молинаро — Артур, промышленник
- 1994: Une qui promet, Марианна Ламур (фр. Marianne Lamour) — Жулен
- 2006: Жанна Пуассон, Маркиза де Помпадур (Jeanne Poisson, marquise de Pompadour), Robin Davis — Ленорман Де Турнем
- Умереть дома (Mourir à la maison), реж. Кристиан Лара (фр. Christian Lara) —адвокат

#### Сериалы
- 1968: Ядерщики (фр. Les Atomistes), Léonard Keigel — учёный
- 1970: Prune,  Луи Гропьер (фр. Louis Grospierre) — Жерар
- 1974: La Folie des bêtes, Fernand Marzelle
- 1975: Crise — Андре Робье
- 1977: Au plaisir de Dieu,  Робер Мазойе (фр. Robert Mazoyer) — Пьер
- 1984: Махинации (фр. Machinations), Бруно Гантийон (фр. Bruno Gantillon) —  Стаки, гнилой коп

- 1984: Disparitions, Daniel Moosmann
  - 1984: эпизод La fille de Londres

- 1985: Жульен Фонтане, судья (Julien Fontanes, magistrat)
  - 1985: эпизод Mélanie sans adieu — Ланьо, отец Мелани

- 1975—1990: Синема 16 (фр. Cinéma 16)
  - 1988: эпизод Paysage d'un cerveau — Жюве
- 1989: The Free Frenchman, Jim Goddard  — Шаррье

- 1991: Последние пять минут (Les Cinq Dernières Minutes) 
  - эпизод 1991 — Бенито Моралес
- 1997: Мэтр Да Коста (Maître Da Costa) 
  -  1997: эпизод Le doigt de Dieu — председатель суда 
  -  1997: эпизод Meurtre sur Rendez-Vous — председатель суда

- 2004: Убойный отдел (La Crim) — прокурор

- 2004: Cracking Up — Фрэнк Кардона
- 2011: Все ещё возможно (фр. Tout est encore possible) — президент Басто

#### Документальные фильмы
- 1964—1972: Кинематографисты нашего времени (фр. Cinéastes de notre temps) (телепередача) 
  - 1967: выпуск  Жак Беккер — он сам
- 1995: Вселенная Жака Деми (фр. L'univers de Jacques Demy) (д/ф) — он сам
- 2008 : Это было однажды () (телепередача) 
  - 2008:  выпуск  Les parapluies de Cherbourg — он сам

### Театр
- 1961: Жизнь есть сон (фр. La Vie est un songe), Педро Кальдерон де ла Барка, пост. André Charpak, Festival Montauban — Сехисмундо
- 1964: Крылья голубки (фр. Les Ailes de la colombe), адопт. Кристофера Тейлора (Christopher Taylor), пост. Клода Режи (фр. Claude Regy), Théâtre des Mathurins — Мертон
- 1965: Береника (фр. Bérénice), авт. Жан Расин, пост. Роже Планшон, Théâtre de Villeurbanne — Антиох
- 1985: Коллекция Гарольда Пинтера (фр. La Collection d'Harold Pinter),, пост. Жан-Пьер Мигел (фр. Jean-Pierre Miquel ), Théâtre de Reims, Théâtre 13 — Гарри
- 1988: Информация от ангела (фр. L'Ange de l'information), Альберто Моравиа, пост. Жак Байон (фр. Jacques Baillon), Théâtre de l’Odéon — муж
- 1988: За закрытыми дверями (фр. Huis clos ), авт. Жан-Поль Сартр, Festival de Cahors — Гарсен
- 1991: Карандаш (фр. Le Crayon), Gilles Costaz, пост. Ален Ре (фр. Alain Rais), Théâtre de Cergy-Pontoise — клиент